# Bétous
Bétous är en kommun i departementet Gers i regionen Occitanien i sydvästra Frankrike. Kommunen ligger i kantonen Nogaro som tillhör arrondissementet Condom. År 2022 hade Bétous 72 invånare.

## Befolkningsutveckling
Antalet invånare i kommunen Bétous
Referens:INSEE